# Нортон, Ричард
Ричард Нортон (англ. Richard Norton; 6 января 1950, Кройдон — март 2025, Мельбурн) — австралийский и американский актёр, продюсер, специалист по боевым искусствам, постановщик боевых сцен и трюков в кино, каскадёр.

## Биография
Родился 6 января 1950 года в г. Кройдон, Австралия.
В 12 лет он начинает заниматься дзюдо, но через три года, достигнув коричневого пояса, он увлекается Goju-Kai Karate-Do и уже в 17 лет получает чёрный пояс.
В 1970 году начинает активно заниматься Zen Do Kai, добивается в нём больших успехов, получает 4 дан и становится шефом-инструктором почти в 500 школах Австралии. В 1973 году, в рамках мирового турне, в Австралию приезжает легендарная рок-группа The Rolling Stones и его приглашают в группу в качестве телохранителя. Во время турне он не только охраняет членов группы, но и преподает боевые искусства Мику Джаггеру. Его обаяние, дружелюбие и компетенция привлекли к нему других рок-звёзд и он работает телохранителем у Джеймса Тейлора, Джо Коккера, ABBA, Fleetwood Mac, Стиви Никс, Дэвида Боуи, Линды Ронстадт и Джона Белуши.
В 1979 году по приглашению Линды Ронстадт он в качестве её личного телохранителя покидает Австралию и переезжает в США, в Калифорнию. Одним из тех, кто начинает тренироваться у австралийца был Чак Норрис, который становится ему другом на долгие годы. Позднее Чак Норрис был свидетелем на свадьбе Ричарда Нортона и актрисы Джуди Грин. Чак Норрис через некоторое время приглашает Ричарда Нортона попробовать свои силы в кино и первые роли Ричарда были в качестве трюковой массовки. Его самобытное актёрское дарование и умение драться помогли ему быстро войти в рейтинг лучших актёров-бойцов в мире. И когда для съёмок в Гонконге понадобился белый актёр, умеющий хорошо драться, продюсеры остановили выбор на Ричарде. После китайских боевиков, где он был партнёром Джеки Чана, за ним прочно закрепилась репутация мастера боевых сцен.
Умер 28 марта 2025 года в Мельбурне.

## Избранная фильмография
- 1977 — ABBA: Фильм — в роли самого себя, телохранитель и фитнесс-тренер (в титрах не указан)
- 1980 — Октагон (Каскадёр)
- 1985 — Американский ниндзя (Каскадёр)
- 1985 — Мои счастливые звёзды 2 / My Lucky Stars 2 (Актёр)
- 1985 — Gymkata (Гимката / Гимнастика и каратэ) (Актёр)
- 1986 — Уравнитель 2000 / Equalizer 2000 (Актёр)
- 1986 — Экспресс миллионеров / Milleonaire Express (Актёр)
- 1986 — Волшебный кристалл / Mo fei cui (Актёр)
- 1987 — Задание — уничтожить / Mission Terminate (Актёр)
- 1987 — Боец / The Kickfighter (Актёр)
- 1988 — Чайна О’Брайн / China O’Bryan (Актёр)
- 1989 — Приветствие Джаггера (джаггер Bone)
- 1992 — Железное сердце
- 1992 — Леди дракон / Lady Dragon (Актёр)
- 1992 — Честь и ярость / Rage And Honor (Актёр, продюсер)
- 1992 — Захватчики Солнца / Raiders of the Sun (Актёр)
- 1993 — Городской охотник / City Hunter (Актёр)
- 1993 — Чайна О’Брайн 2 / China O’Bryan (Актёр)
- 1994 — Киборг — охотник / Cyber Tracker (Росс)
- 1994 — Прямое попадание Direct Hit
- 1994 — Крутой Уокер: правосудие по-техасски (Постановщик боевых сцен)
- 1995 — Стальной кулак / Under the gun (Frank Torrence)
- 1996 — В бегах: невинная мишень / Уинтерс
- 1997 — Мистер Крутой / Mr. Nice Guy — Джанкарло
- 1997 — Приказано уничтожить / Strategic Command (Carlos Gruber)
- 1998 — Новые приключения Робин Гуда (Постановщик трюков)
- 2005 — Кочевник (Постановщик боевых сцен)
- 2005 — Стелс (Каскадёр)
- 2013 — Спартак: Война проклятых — Хиларус (эпизод «Враги Рима»)
- 2015 — Безумный Макс: Дорога ярости — Император (Актёр)